# Legenda o Pielgrzymie Świętokrzyskim

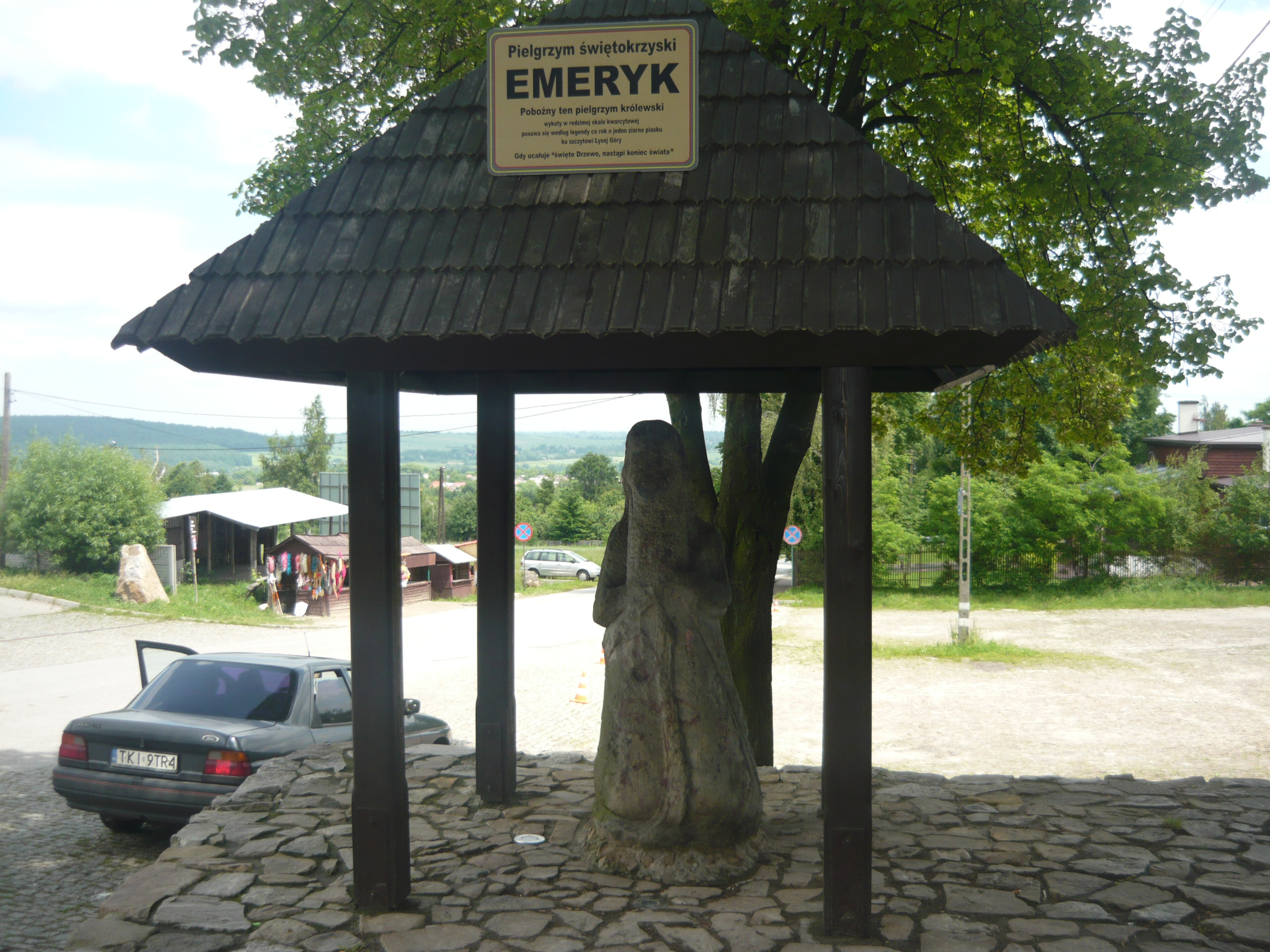
Pielgrzym Świętokrzyski Emeryk

Legenda o Pielgrzymie Świętokrzyskim – legenda związana z kamienną figurą, stojącą w Górach Świętokrzyskich, w Nowej Słupi, na początku Drogi Królewskiej prowadzącej do opactwa na Świętym Krzyżu.
Opowiada o sławnym, walecznym rycerzu, którego zarozumiałość i pycha zostały ukarane. Rycerz ów żył przed wiekami i wsławił się niezwykłą odwagą i męstwem w wielu wojnach. Gdy już porzucił żołnierskie rzemiosło postanowił pielgrzymować do wszystkich cudownych miejsc na świecie. Pielgrzymkę swoją zamierzał zakończyć w świętokrzyskim klasztorze. Kiedy przybył do Słupi, chwalił się jej mieszkańcom, że jest najbardziej pobożnym człowiekiem na ziemi, a w godzinę śmierci jego dusza powędruje prosto do raju. Drogę od rynku osady do klasztoru postanowił przebyć na kolanach. Powoli wspinał się po kamiennej ścieżce na stok Łysej Góry. Opodal szli mieszkańcy Słupi i podziwiali niezwykłą wytrwałość wędrowca.
Dotarli razem do skraju puszczy, a wtedy usłyszeli bicie dzwonów w odległym o dwa kilometry klasztorze. Przystanęli zdziwieni, gdyż nie była to pora nabożeństwa. Pielgrzym rzekł z pychą, że dzwony same biją na jego powitanie, oddając mu cześć. Gdy tylko powiedział te słowa, zmienił się w kamienny posąg, ku przerażeniu obserwatorów.
Od tej pory kamienny posąg pielgrzyma pokutuje za grzech zarozumiałości. Co rok porusza się o ziarnko piasku w stronę klasztoru. Gdy tam dotrze, nastąpi koniec jego pokuty, ale też i koniec świata.